# عين التينة الغربية
عين التينة الغربية قرية سورية تتبع ناحية مركز تلكلخ في منطقة تلكلخ في محافظة حمص. بلغ عدد سكانها 1,092 نسمة في عام 2004 حسب إحصاء المكتب المركزي للإحصاء.